# ماتیا تورتا
ماتیا تورتا (انگلیسی: Mattia Turetta؛ زادهٔ ۲۶ فوریهٔ ۱۹۸۴) بازیکن فوتبال اهل ایتالیا است.
از باشگاه‌هایی که در آن بازی کرده‌است می‌توان به باشگاه فوتبال پادوا، باشگاه فوتبال برشا، و باشگاه فوتبال ساسولو اشاره کرد.